# Pouillot élégant
Phylloscopus pulcher
Espèce
Répartition géographique
Statut de conservation UICN

 LC  : Préoccupation mineure
Le Pouillot élégant (Phylloscopus pulcher) est une espèce de passereaux de la famille des Phylloscopidae.

## Répartition et sous-espèces
Selon la classification de référence du Congrès ornithologique international (15.1, 2025) il se répartit en trois sous-espèces :
- P. p. kangrae Ticehurst, 1923 — nord-ouest de l'Himalaya ;
- P. p. vegetus Bangs, 1913 — centre/sud de la Chine ;
- P. p. pulcher Blyth, 1845 — centre/est de l'Himalaya.